# گاز صنعتی

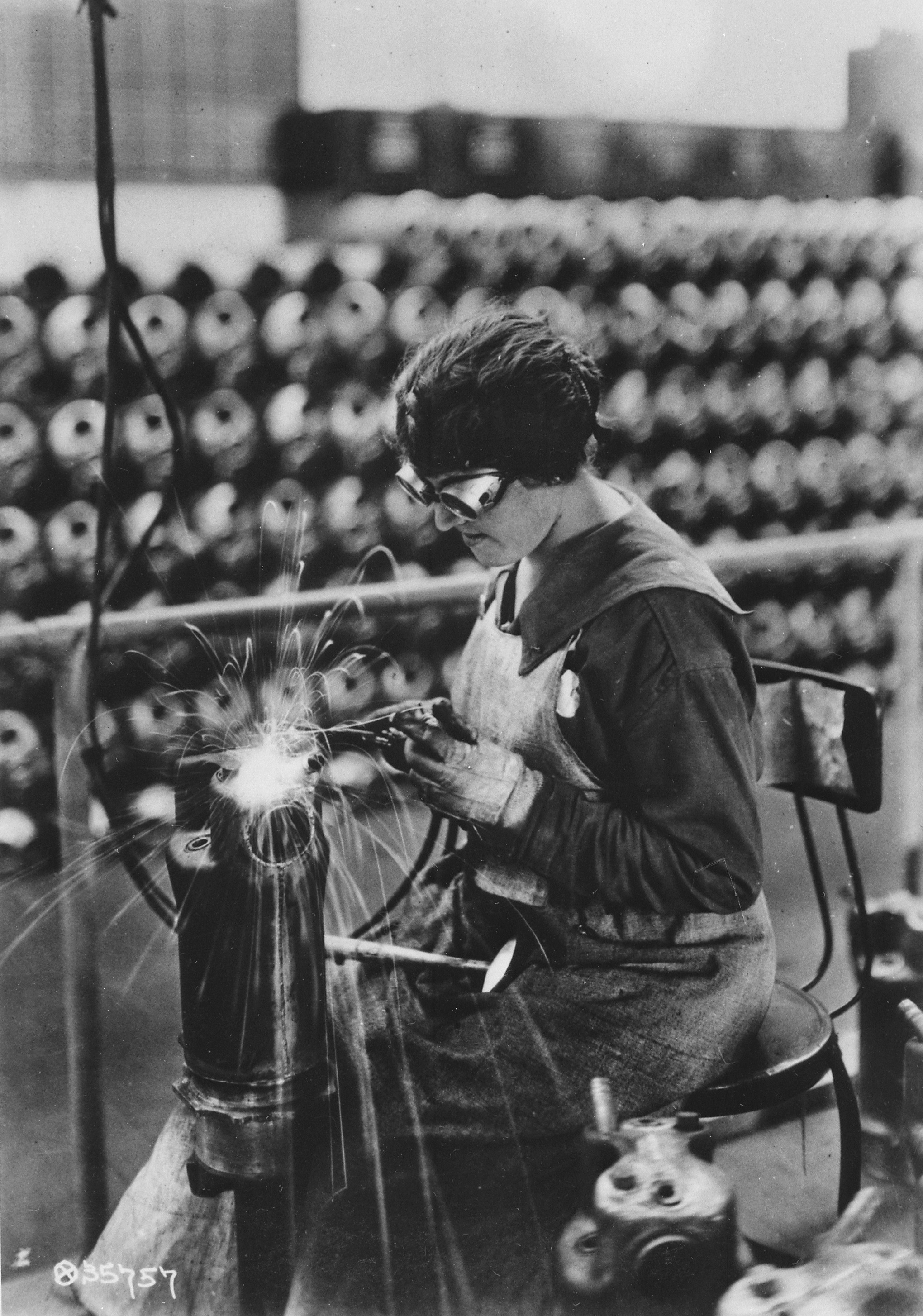
جوشکاری به وسیله گاز استیلن، آمریکا ۱۹۱۸

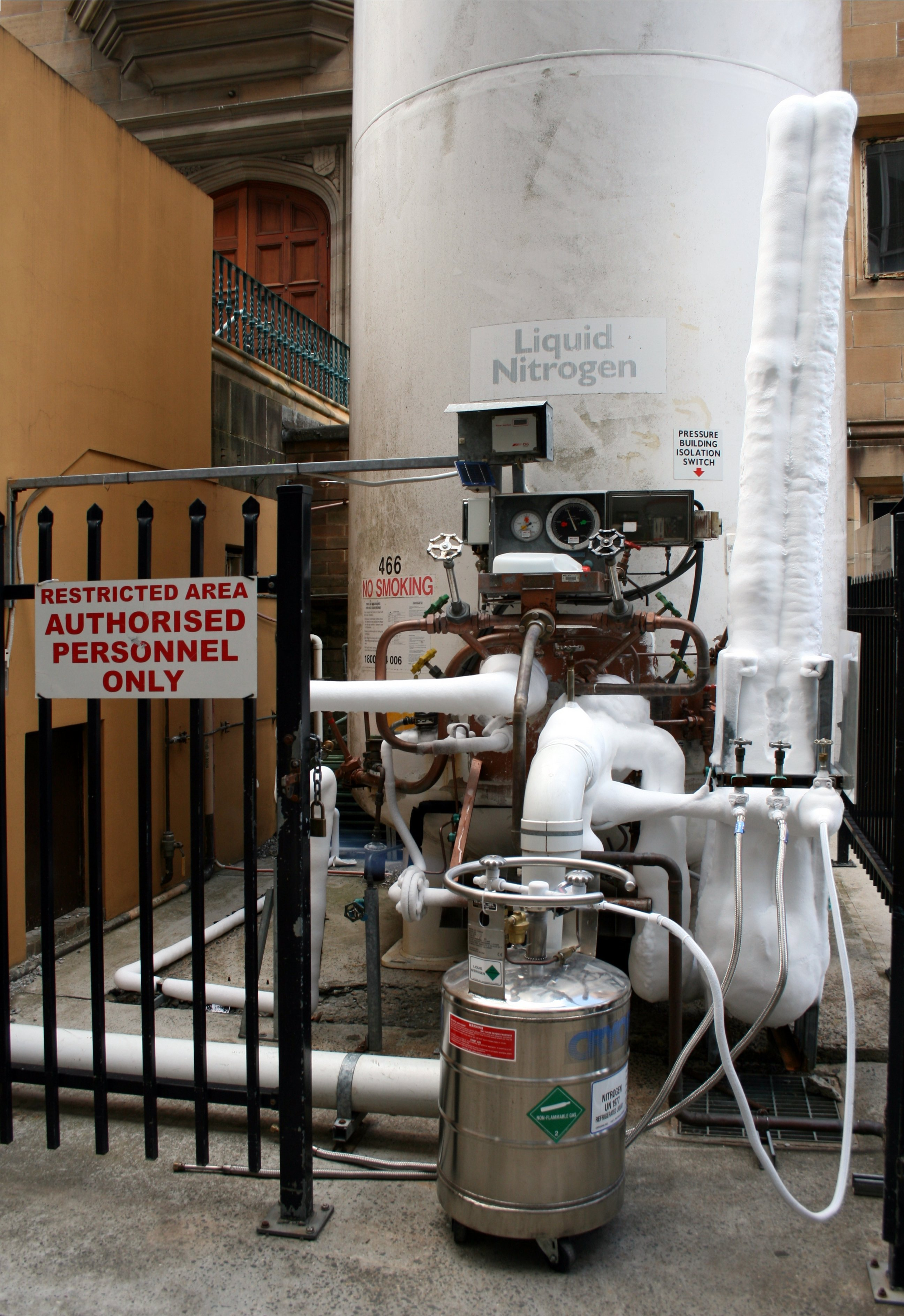
تجهیزات ذخیره سازی نیتروژن مایع. در تصویر سیلندر نقره‌ای رنگ در حال پر شدن به وسیله تانک اصلی از نیتروژن مایع است.

گازهای صنعتی به دسته‌ای از ترکیبات شیمیایی گازی شکل گفته می‌شود که به صورت انبوه تولید شده و در صنایع مختلف از جمله نفت و گاز، پتروشیمی، نیروگاه‌ها، صنایع شیمیایی و دارویی، صنایع فولاد، صنایع غذایی و صنایع هسته‌ای، کاربرد دارد. بخشی از این گازها مانند اکسیژن و نیتروژن، به وفور در هوای تنفسی وجود داشته و در نتیجه از طریق جداسازی از هوا تولید می‌شوند. بخش دیگری از این گازها از گاز طبیعی یا خروجی‌های گازی چاه‌های نفتی تهیه می‌شوند و برخی دیگر با فرآوری در واحدهای ویژه تولید می‌شوند.

## برخی گازهای صنعتی مهم

### عناصر گازی
| - گازهای هوا - نیتروژن (N2) - اکسیژن (O2) - آرگون (Ar) | - گازهای نجیب - هلیم (He) - نئون (Ne) - آرگون (Ar) - کریپتون (Kr) - زنون (عنصر) (Xe) - رادون (Rn) | - دیگر عناصر - هیدروژن (H2) - کلر (Cl2) (بخار) - فلوئور (F2) |

### گازهای مایع شده
- استخراج شده از هوا
  - نیتروژن مایع (LIN)
  - اکسیژن مایع (LOX)
  - آرگون مایع (LAR)

- استخراج شده از خوراک‌های هیدروکربن
  - هیدروژن مایع
  - هلیم مایع
  - ال‌ان‌جی (LNG)
  - ال‌پی‌جی (LPG)

- دیگر موارد
  - کربن دی‌اکسید مایع

## شرکت‌های مهم تولید کننده
- AGA AB (part of لینده)
- Airgas
- ایر لیکوئید
- Orion Gases
- Gulf Cryo
- Air Products & Chemicals
- Aneka Gas Industri
- ب آ اس اف
- Samator
- BOC  (part of لینده)
- COSMODYNE[۱]
- لینده (formerly لینده)
- MOX-Linde Gases
- Messer Group
- پراکس‌ایر
- Matheson Tri-Gas (part of Taiyo Nippon Sanso Corporation)
- Universal Industrial Gases Inc.[۲]
- CRYOTEC Anlagenbau GmbH[۳]
- Goyalgroup (Goyal MG Gases Pvt. Ltd.)- Largest Domestic Industrial Gas Company in India
- Asia Technical Gas Co (PTE) LTD (ATG)[۴]
- Bhorukagroup
- National Oxygen Pte Ltd (NOX)[۵]
- Nippon Oxygen Sdn Bhd (NOSB)[۵]
- SIAD[۶]

- Foshan Huate Gas Co.,Ltd[۷]